# Börshandlad fond
Börshandlad fond (engelska: ETF eller exchange-traded fund) är en fond som handlas som en vanlig aktie över börsen. Oftast är de indexfonder, men undantag finns. Det finns ETF:er kopplade till länder och regioner, branscher, teman och strategier (large cap, hög direktavkastning etc., räntor, valutor och råvaror). 
För att kunna handla en ETF behöver man vanligen en aktiedepå. Fondtypen handlas till samma villkor av institutioner och privatpersoner. En ETF har normalt en eller flera marknadsgaranter som under börsens öppettider ställer köp- och säljkurser i andelarna. Marknadsgaranten använder en dator som hela tiden värderar andelarna beroende på hur fondens innehav utvecklas och ställer priser för att underlätta handel. Marknadsgaranten kan köpa (lösa in) andelar mot fondbolaget och levererar (erhåller) då motsvarande andel av ETF:ens portfölj. Blir andelen för billig relativt fondens innehav köper marknadsgaranten andelar och byter in dessa mot fondens innehav som kan säljas dyrare i marknaden. Det omvända gäller för dyra fondandelar. Denna mekanisms syfte är att skapa förutsättningar för arbitrage som medför att andelarna handlas nära det teoretiska värdet. En ETF med låg omsättning anses ändå vara mycket likvid då marknadsgaranterna använder sig av likviditeten i ETF:ens innehav för att ställa pris.
Börshandlade fonder har ofta lägre förvaltningsavgifter än vanliga indexfonder. Å andra sidan utgår köp- och säljavgifter i och med att man vid handel måste betala courtage till sin mäklare på samma sätt som vid aktiehandel. Därtill kommer en implicit avgift i form av spread, dvs skillnaden mellan köp- och säljkurs. Därför lämpar sig ETF:er mindre bra för månadssparande eller handel i mindre poster, eftersom transaktionskostnaderna blir för höga. Det förekommer dock att börsmäklare erbjuder courtagefria transaktioner eller månadssparande för att attrahera kunder. Jämfört med vanliga indexfonder har ETF:er fördelen att de slipper hålla en likviditetsreserv för hantering av inlösen av andelar, vilket torde ge dem något bättre avkastningspotential i uppgångstider.
I Sverige tillhandahålls börshandlade fonder för närvarande (april 2025) av Carnegieägda Montrose (2 stycken) DNB (1 st), franska Amundi (1 st) samt Handelsbanksägda Xact Fonder (11 st).
Den största europeiska marknaden för ETF:er tillhandahålls av Deutsche Börse via deras elektroniska börs XETRA. På XETRA fanns det över 2 398 ETFernoterade ETFer i början av april 2025. Den största globala fondförvaltaren av ETF:er är Blackrock som marknadsför hundratals fonder under namnet iShares.
På grund av omfattande regler i direktiven MiFID 2 och PRIIP är det inte längre möjligt att köpa amerikanska och kanadensiska ETF:er på den svenska och europeiska marknaden från och med januari 2018.

## ETF-kategorier

### Index-ETF:er
Index-ETF:er – de flesta ETF:er är indexfonder, vilket innebär att de följer ett index genom att äga samma värdepapper i samma proportioner som ett specifikt aktiemarknadsindex, obligationsmarknadsindex eller ett annat ekonomiskt index. Exempel på stora index-ETF:er inkluderar Vanguard Total Stock Market ETF (NYSE Arca: VTI), som följer det totala marknadsindexet CRSP i USA, och ETF:er som följer S&P 500, utfärdade av The Vanguard Group (VOO) och iShares (IVV).

### Tematiska ETF:er
Tematiska börshandlade fonder är ETF:er, inklusive indexfonder och aktivt förvaltade fonder, som fokuserar på teman som banbrytande teknik, klimatförändringar, förändrade konsumentbeteenden, molntjänster, robotik, elfordon, gig-ekonomin, e-handel eller ren energi. Forskning avslöjar den subjektiva karaktären av att definiera tematiska investeringar, som AI-tema ETF:er, ofta på grund av oklara urvalskriterier, och föreslår en databaserad metodologi som använder företagsinformation för att öka transparensen.

### Kryptovaluta-ETF:er
Kryptovaluta-ETF:er investerar i kryptovalutor som Bitcoin, Ethereum eller en korg av olika kryptovalutor. Det finns två typer av kryptovaluta-ETF:er. Spothandlande kryptovaluta-ETF:er investerar direkt i kryptovalutor och följer deras priser i realtid, och deras aktiekurs kommer att variera baserat på priserna på de kryptovalutor de äger. Å andra sidan investerar framtida kryptovaluta-ETF:er inte direkt i kryptovalutor, utan i terminskontrakt för kryptovalutor.

## För- och nackdelar
Fördelar:
- Avslut av affären samma dag. I en vanlig investeringsfond tar det ofta flera dagar innan affären bokförs på konto eller depå.
- Köp och försäljning kan göras inom samma handelsdag, så kallad daytrading.
- Oftast lägre förvaltningsavgifter än vanliga investeringsfonder.

Nackdelar med ETF:er är:
- Dolda kostnader i gapet (spreaden) mellan köp- och säljkurser vid kortsiktiga affärer.
- Avkastningen från ETF:er med daglig hävstång äts upp om index svänger kraftigt. Fonder med hävstång är därför främst en produkt för dagshandel.
- Investeraren löper risken att den part som garanterar ETF:ns underliggande värdepapper blir insolvent.

## Andra börshandlade produkter
- ETC, Exchange traded certificate. Bygger ofta på valuta eller råvarupriser. ETC brukar ofta användas för det vi på svenska kallar för certifikat, medan det på engelska brukar vara Exchange Traded Commodity eller Exchange Traded Cryptocurrency.